# Костюк Григорій Силович
Григо́рій Си́лович Костю́к (11 (23) листопада 1899, село Могильне, Херсонської губернії — 25 січня 1982, Київ) — український психолог. Професор Київського педагогічного інституту (з 1935), член-кореспондент Академії педагогічних наук РРФСР (з 1947), дійсний член АПН СРСР (з 1967). Директор науково-дослідного інституту психології УРСР у 1945—1973 роках (нині Інститут психології імені Г. С. Костюка Національної АПН України). Батько нейрофізіолога Платона Костюка та мистецтвознавця Олександра Костюка.

## Біографія
Григорій Силович Костюк народився в селянській родині. У 1915—1919 роках навчався у київській Колегії Павла Ґалаґана. У 1919—1920 роках повернувся до рідного села, де викладав у школі. 1920 року поступив до філософсько-педагогічного факультету Київського вищого інституту народної освіти. Під час навчання також викладав математику у київській трудовій школі № 61 ім. І. Франка, яка була в той час експериментальною школою Наркомпросу України. Закінчив інститут 1923 року і тоді ж призначений директором цієї школи. Паралельно навчався в аспірантурі за спеціальністю «психологія». По закінченні аспірантури (1928) успішно захистив кандидатську дисертацію, у якій узагальнив спостереження за розумовим розвитком учнів.
У 1924 році Костюк опублікував свою першу наукову роботу — статтю «Математика в трудовій школі (з досвіду київських трудшкіл за 1923—1924 рр.)». У ній він дослідив необхідні психологічні елементи для формування методики навчання математиці.
З 1930 року. Григорій Костюк очолює кафедру психології Київського педагогічного інституту й відділ психології Українського науково-дослідного інституту педагогіки. 1935 року йому було присвоєно звання професора психології.
Під час Німецько-радянської війни, перебуваючи в евакуації, Костюк завідував кафедрою педагогіки й психології педагогічного інституту в Сталінграді. Переїхавши потім у Казахстан, він вів викладацьку роботу в Об'єднаному українському університеті, а повернувшись у звільнений Київ, став трудитися на тих самих посадах, що й до війни.
В 1945 р. професор Г. С. Костюк виступає ініціатором створення НДІ психології Наркомпросу (згодом — Мінпросу) УРСР (нині Інститут психології імені Г. С. Костюка Національної АПН України). У новоствореному Інституті Г. Костюк очолив відділ загальної психології. Протягом 27 років Григорій Силович був директором цієї установи, в основу діяльності якого була покладена розроблена ним програма.
Увесь цей час він вів інтенсивну й плідну роботу з організації психологічних досліджень, підготовки психологічних кадрів, продовжував викладацьку діяльність у Київському педагогічному інституті ім. О. М. Горького. В 1947 році Г. С. Костюк був обраний членом-кореспондентом Академії педагогічних наук РСФСР, а в 1967 році, коли академія була перетворена у всесоюзну, став дійсним членом. Його неодноразово обирали членом президії АПН СРСР, він був членом редколегії журналу «Вопросы психологии», протягом багатьох років очолював Українське відділення Спілки психологів СРСР. Григорій Силович носив почесне звання «Заслужений діяч науки УРСР», був відзначений орденом Леніна, двома орденами Трудового Червоного Прапора, іншими урядовими нагородами.

## Наукова діяльність
Григорій Костюк опублікував більш як 250 наукових робіт
У праці «Про порівняльну вартість зорового і слухового способів тестування успішності учнів» (1928) Г. С. Костюк тлумачить результати порівняльного аналізу цих способів на основі проведеного ним експерименту, під час якого досліджувався різний рівень засвоєння змісту питань, суб'єктивне бачення складності питання, врахування феномену запам'ятовування під час проведення повторних тестів, питання добору різнорівневих за складністю завдань тощо.
До праць раннього періоду творчості Григорія Силовича належать статті про явище другорічництва у трудовій школі й засоби його запобігання шляхом організації додаткових занять («Масове другорічництво міської школи», 1930; «Організація додаткових занять з неуспішними учнями у школі», 1934). Вчений аналізує такі психологічні аспекти невстигання, як мотивації, різнорівневість навчальних можливостей школярів, їхньої працездатності.
У висновках до порушеної проблеми Г. С. Костюк узагальнює причини другорічництва школярів: нерозвиненість словникового запасу, бідність уявлень, низьку стійкість уваги, невисоку працездатність. Важливим є те, що вчений не зводить навчальну працездатність до функції інтелекту, а трактує її, як «функцію цілісної особистості». Він вважає доцільним формуванням класів за рівнем підготовки, за станом загального розвитку, що сприяло б попередженню їхнього невстигання. Це положення згодом, уже 70-80 роки, реалізувалося в процесі комплектації класів вирівнювання.
На початку 30-х років, коли влада розгорнула наступ на педологію, а згодом і знищення її як науки, майже всі вчені, причетні до неї, зазнали нищівної критики та репресій і змушені були переорієнтувати тематику й напрями своїх досліджень. У цей час Г. С. Костюк зосереджується на викладацькій діяльності: з 1930 р. працює на кафедрі психології Київського педагогічного інституту, яку згодом очолив, і паралельно керує відділом психології Українського науково-дослідного інституту педагогіки. У 1935 р. йому було присвоєно вчене звання професора.
Починаючи з 1924 року, Г. С. Костюком було опубліковано більше . Ось лише найважливіші складові його (і створеної ним наукової школи) внеску в розроблення фундаментальних проблем загальної, вікової та педагогічної психології.
Це передусім розкриття цілей, форм і змісту взаємодії психології як самостійної науки із суміжними дисциплінами — фізіологією, педагогікою, соціологією, логікою, кібернетикою, обґрунтування шляхів цієї взаємодії, які взаємно збагачують суміжні науки і забезпечують їх спільне плідне застосування у суспільній практиці (зразком тут є активна співпраця Г.Костюка з академіком В.Глушковим: спільні публікації, дослідження і розробки психолого-кібернетичного напряму в керованому Г.Костюком інституті).
Це також аналіз структури діяльності. Мається на увазі: по-перше, синхронічна структура, яка знаходить вияв у існуванні та взаємодії мотиваційної, змістової та операційної сторін діяльності. Вони тісно пов'язані одна з одною, але кожна з них потребує спеціальної уваги, в тім числі в педагогічному процесі;
по-друге, діахронічна структура, що розкривається через характеристику систем розв'язуваних суб'єктом задач. Розуміючи останнє поняття дуже широко, Г.Костюк виділяв у діяльності (зокрема, здійснюваній учнем) різновиди задач, що визначаються типом психічного процесу (сприймання, пам'ять, уява, мислення), який відіграє провідну роль у їх розв'язанні. При цьому він наголошував на необхідності забезпечення центрального місця мислительних задач у структурі процесу учіння. На цих засадах Г.Костюк і його учні обґрунтували і застосували у конкретних дослідженнях і розробках так званий задачний підхід до дослідження й побудови діяльності.
Важлива складова наукового доробку Г. С. Костюка і його співробітників — з'ясування психологічних передумов ефективності педагогічних впливів, засад індивідуального підходу до учнів, вимог до методу навчання як способу організації дій учнів з навчальним матеріалом, а також до побудови останнього, як і навчальних ситуацій, де він функціонує.
І найголовніший, мабуть, напрям — вивчення закономірностей психічного розвитку, генези здібностей, становлення особистості, характеристика чинників і етапів цих процесів; розкриття ролі, яку відіграє в їх детермінації активність суб'єкта, а також зовнішні впливи, в тім числі педагогічні, що стимулюють і організують цю активність. Уточнюючи тезу про істотну залежність змісту психічного розвитку від соціального середовища, Г.Костюк підкреслював, що вказаний зміст визначається діяльністю суб'єкта у середовищі. З огляду на це він вважав закономірними невдачі виховання, яке зводиться до сукупності «заходів», зовнішніх впливів на вихованців та ігнорує їхню власну діяльність та її мотиваційну основу — їхні потреби, почуття, прагнення.
Глибокому аналізові піддано в працях Г.Костюка властиві суб'єктові внутрішні суперечності як рушійні сили психічного розвитку. Це, зокрема, суперечності між новими потребами й прагненнями суб'єкта і наявним рівнем оволодіння засобами їх задоволення; між рівнем розвитку, що його досяг суб'єкт, і функціями, які йому доводиться виконувати; між тенденціями до інертності, сталості, з одного боку, і до рухливості, змін — з іншого. Педагогічні впливи повинні сприяти розв'язанню наявних суперечностей і водночас виникненню нових, без яких є неможливим подальший розвиток.

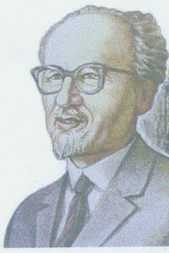
Костюк Григорій Силович

Сьогодні важливо не тільки оцінити результати наукових досліджень психологічної школи Г.Костюка, а й вихідні принципи й настанови, на яких вони ґрунтуються. Йдеться передусім про поєднання чіткості й послідовності обстоюваних ідей з широтою кругозору, відкритістю щодо різних поглядів, здатністю синтезувати їх раціональні елементи в теоретичній системі, що враховує суперечливу сутність досліджуваних процесів.
Учений постійно наголошував на величезній складності психіки — складності, що робить неадекватними однобічні тлумачення психологічних феноменів і закономірностей (коли, наприклад, розкриваючи передумови розвитку здібностей, віддають цілковиту перевагу чи то природженим задаткам індивіда, чи зовнішнім впливам на нього). Водночас складність, про яку йдеться, не свідчить про хаотичність згаданих феноменів, неможливість їх наукового пізнання. Зусилля дослідника мають бути спрямовані на розкриття, як казав Г.Костюк, «складної діалектики» процесів, що їх вивчає психологія, на з'ясування ієрархічних взаємозв'язків, які зумовлюють їх детермінацію. Так, щодо здібностей та впливу навчання на них, узагальнення експериментальних результатів дало змогу дійти висновку, що у стереотипізованих, автоматизованих компонентах розумових здібностей діапазон їх часто звужується, у гнучких їх компонентах розширюється. Саме в останніх найвиразніше виступає індивідуальна своєрідність розумового розвитку кожної дитини.
Загальна настанова на подолання однобічності послідовно втілена у дослідженні Г. С. Костюком та його учнями психологічних проблем навчання і виховання. Тут щільно пов'язані дві ідеї: 1) активності суб'єкта діяльності, зокрема суб'єкта учіння, підкреслення ключової ролі, яку відіграє в розвитку цього суб'єкта розгортання і розв'язання внутрішніх суперечностей; 2) раціонально організованого, науково обґрунтованого педагогічного керування зазначеною активністю. Слід уточнити, що поняття керування, як воно трактується Г.Костюком та його учнями, позбавлене авторитарного звучання. Водночас воно узгоджене із змістом однойменної кібернетичної та загальнонаукової категорії, яка охоплює такі впливи на об'єкт керування, що забезпечують дотримання певних параметрів його функціонування. При цьому способи керування мають повною мірою враховувати специфічні властивості об'єкта (коли йдеться про людину, то це, зокрема, її здатність до розвитку, саморуху, творчості), а мета керування цілком може передбачати вдосконалення зазначених властивостей.
Подолання однобічності в педагогічній практиці (як і в будь-якій діяльності, спрямованій на людину) не менш важливе, ніж у теоретичній царині. Показово, що саме з таким подоланням (а не просто з толерантним зовнішнім оформленням здійснюваних впливів) пов'язував сутність педагогічного такту один з найближчих співробітників Г.Костюка Іван Синиця (1910—1976). Порушення педагогічного такту, — зазначав він, — якраз буває тоді, коли вчитель бачить один бік справи і не бачить другого, коли він робить висновок про вчинок односторонньо, поверхово, не заглиблюючись у його причини.
У неприйнятті однобічності полягав не тільки науково-методологічний, а й життєвий принцип Григорія Костюка. Він завжди був проти вульгаризації, догматизму, спрощеного тлумачення складних явищ, завжди прагнув гармонійного поєднання взаємодоповнювальних конструктивних засад, таких, скажімо, як високий теоретичний рівень досліджень і їх тісний зв'язок із запитами практики, опертя на вітчизняні традиції і врахування новітніх досягнень світової науки.

## Основні праці
- Про генезис поняття числа в дітей, «Наукові записки Ін-ту психології», 1949, т. 1;
- Нариси з історії вітчизняної психології (XVII—XVIII ст.). Збірник ст.. К., 1952.
- Вопросы психологии мышления, в сб.: Психологическая наука в СССР, т. 1, М., 1959.
- Принцип развития в психологии, в кн.: Методологические и теоретические проблемы психологии, М., 1969.
- Навчально-виховний процес і психічний розвиток особистості. — Київ, 1989.
- Костюк Г. С. Навчання і психічний розвиток учнів // Психологічна наука, вчитель, учень / За ред. В. I. Войтка. Київ, 1979.
- Костюк Г. С. Избр. психол. труды. М., 1988.